# Орн (река)
Орн (фр. Orne) је река у Нормадији, у северозападној Француској. Улива се у Ламанш код града Уистреама. Извор реке је у Ону сир Орну. Орн протиче кроз градове Се и Аржантан у департману Орн и Тјури Аркор, Кан и Уистреам у Калвадосу.